# لشکر هشتم زرهی (ورماخت)
لشکر هشتم زرهی (به آلمانی: 8. Panzer-division) یکی از لشکرهای زرهی نیروی زمینی آلمان در دوره رایش سوم بود که در سال ۱۹۴۰ تشکیل شد و در جریان جنگ جهانی دوم در جبهه‌های شرقی و غربی به نبرد پرداخت.

## تشکیل و سازمان
این لشکر سال ۱۹۳۸ تحت عنوان لشکر سوم سبک مشتکل از گردان ۶۷ زرهی، هنگ‌های ۹ و ۱۰ سواره‌نظام مکانیزه و یک هنگ شناسایی ایجاد گردید.

## تاریخچه عملیاتی

### فرانسه
لشکر هشتم زرهی در جریان نبرد فرانسه، با عبور از جنگل‌های آردن و ورود به خاک این کشور، روز ۱۵ مه سال ۱۹۴۰ از رود موس در نوزونویل گذر کرد و مقاومت دشمن در اتصال خط آهن در شارویل را بی‌تاثیر ساخت.

### یوگسلاوی
در جریان تهاجم آلمان به یوگسلاوی لشکر هشتم زرهی به عنوان بخشی از ارتش دوم، شامگاه روز ۱۲ آوریل سال ۱۹۴۱ از جانب شمالی وارد شهر بلگراد، پایتخت یوگسلاوی شد. برای مقابله با تهدید بقایای ارتش یوگسلاوی، این لشکر راهی سارایوو در بوسنی شد و این شهر را در کنار سایر نیروهای آلمانی در ۱۵ آوریل به تسخیر درآورد.

### شوروی
روز شمار سلطه بر شهرها:
- ۱۹۴۱:
  - ۲۲ ژوئن: یوربارکاس
  - ۲۲ ژوئن: سرژیوس
  - ۲۲ ژوئن: آریوگالا
  - ۲۴ ژوئن: کداینیای
  - ۲۴ ژوئن: شتا
  - ۲۴ ژوئن: اوکمرگه
  - ۲۵ ژوئن: تراکینیای
  - ۲۵ ژوئن: اوتنا
  - ۲۵ ژوئن: دگوچیای
  - ۲۶ ژوئن: دونابورگ
  - ۳ ژوئیه: رزکنه
  - ۴ ژوئیه: کارساوا
  - ۱۱ ژوئیه: پورخوف
  - ۱۳ ژوئیه: سولتسی

در جهت آماده‌سازی برای عملیات تهاجم به شوروی، لشکر هشتم زرهی از عصر روز ۱۶ ماه ژوئن سال ۱۹۴۱ به کمک ۱۰۱ واگن قطار و در عرض ۵۱ ساعت از اطراف پراگ به شمال اینستربورگ در پروس شرقی منتقل شد.

#### منطقه بالتیک

##### لیتوانی

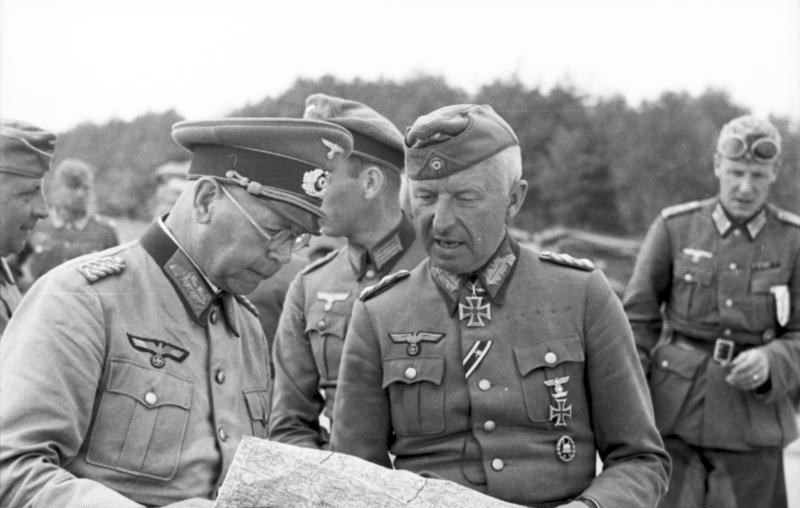
اریش براندنبرگر، فرمانده لشکر هشتم زرهی (چپ) در حال مکالمه با اریش فن مانشتاین، فرمانده سپاه ۵۶ موتوریزه (راست)

لشکر هشتم زرهی تحت امر سرلشکر اریش براندنبرگر به عنوان بخشی از سپاه ۵۶ موتوریزه اریش فن مانشتاین از گروه زرهی ۴ گروه ارتش شمال، با آغاز عملیات بارباروسا در ۲۲ ژوئن سال ۱۹۴۱، موظف بود در منطقه بالتیک پل‌های بر روی رود دوینا را پیش از انهدام توسط نیروهای در حال عقب‌نشینی دشمن به سلطه خود درآورد. براندنبرگر و ستادش با مطالعه نقشه‌های عوارض جغرافیایی منطقه عملیاتی خود ضمن آگاهی از شرایط بد شبکه راه‌های آن و وجود جریان‌های متعدد آب در مسیر، درخواست واحدهای بیشتر پل‌ساز کرد که با آن موافقت شد. هدف اولیه این لشکر رود دوبیسا بود. براندنبرگر بدین منظور نیروهای خود را به چند گروه‌رزمی تقسیم کرد. در جناح راست، گروه‌رزمی سرهنگ دوم کریزولی به همراه غالب نیروهای هنگ ۸ پیاده‌نظام، گردان ۸ موتورسوار، یک گردان تانک از هنگ ۱۰ زرهی، یک گروهان مهندسی رزمی و نیروهای ضدهوایی قرار داشت. در جناح چپ، گروه‌رزمی قدرتمندتر سرهنگ شلر مستقر بود که هنگ ۲۸ پیاده‌نظام، گردان ۱ تانک از هنگ ۱۰ زرهی، یک یگان شناسایی، نیروهای ضدهوایی و مهندسان رزمی و نیروهای دیگری در اختیار داشت. گروه‌رزمی بودِن‌هازِن نیز آماده یاری رسانی به هر کدام از دو گروه‌رزمی دیگر بود. پیشبینی می‌شد نفوذ اصلی در اراضی دشمن توسط گروه‌رزمی شلر صورت بگیرد. بدین منظور یک گردان از لشکر مجاور دویست و نودم پیاده‌نظام می‌بایست با شکستن مواضع دفاعی خط مرزی راه را برای نیروهای زرهی باز می‌کرد. خود براندنبرگر نیز همراه گروه‌رزمی شلر بود.
به عنوان موج نخست تهاجم کریزولی، مهندسان رزمی این گروه‌رزمی به رهبری سرگرد هالاوئر با وجود قرار داشتن زیر آتش دشمن، میدان‌های مین و سایر موانع خط مرزی را پاکسازی کردند تا نیروهای زرهی وارد میدان شوند. موتورسیکلت‌ها و تانک‌های دسته‌های جلودار کریزولی پس از تصرف پل رود مرزی توسط مهندسان هالاوئر، ساعت ۳:۱۰ در ناحیه پاسونجیو از خط مرزی عبور کردند. و یک باره خود را در فضای باز میدان نبرد یافتند؛ چرا که مشخص شد مدافعان شوروی به همان بخش مرزی محدود بوده‌اند. ساعت شش صبح کریزولی به مقر لشکر گزارش کرد که به حومه شهر یوربارکاس رسیده‌است. پس از یک مبارزه مختصر نیروهای او این شهر را تصرف کردند. همزمان در ناحیه شمال غربی، عناصر شناسایی لشکر هشتم زرهی که در پیش‌روی گروه‌رزمی شلر پیش می‌رفتند، با مقاومت شدیدی در جنگل‌های فشرده مرزی مواجه گشتند. بدین ترتیب براندنبرگر ساعت ۷:۴۰ تمرکز اصلی پیشروی لشکر را به کریزولی که با موانع طبیعی کمتر و مقاومت سبک‌تری از طرف دشمن مواجه بود، منتقل کرد و خود نیز به آن پیوست. در ادامه کریزولی با باقی گذاشتن چند گروهان هنگ ۸ پیاده‌نظام برای محافظت از پل‌های رود میتووا در یوربارکاس، شروع به پیشروی به سمت شرق در کرانه شمالی رود نیمان کرد. ساعت ۱۱ صبح این گروه‌رزمی در نزدیکی الکنورووا با نخستین مقاومت فعالانه دشمن توسط گردان‌های سازندگی ارتش سرخ برخورد کرد که به سرعت بر آن‌ها فائق آمد. ساعت ۱۱:۳۰ ارتشبد اریش هوپنر، فرمانده گروه زرهی ۴ از مقر لشکر هشتم زرهی دیدار به عمل آورد و از خلاصه تحولات مطلع شد. او از این لشکر خواست تا عصر از رود دوبیسا در آریوگالا عبور کند و نیروهای خود را که به شکل بدی از خط مرزی تا آن نقطه پخش شده‌اند، به یکدیگر نزدیک نماید. اوایل بعد از ظهر، گروهان ۸ موتورسوار با دستور ویژه فرمانده لشکر خود را به سرژیوس در محل تلاقی رودهای دوبیسا و نیمان در ۵۰ کیلومتری شرق یوربارکاس رساند و با کنار زدن مقاومت بسیار ضعیف دشمن، بر پل سالم رود دوبیسا در آن مسلط شد. این گروهان ساعت ۱۴:۳۰ در هفت کیلومتری جنوب غرب آریوگالا قرار داشت. ساعت ۱۶:۲۰، اریش فن مانشتاین، فرمانده سپاه ۵۶ موتوریزه نیز از لشکر هشتم زرهی بازدید کرد. او با تأیید و تأکید بر فرمان هوپنر، درخواست کرد تمامی یگان‌های رزمی این لشکر قبل از پایان روز خود را به آریوگالا برسانند. او همچنین خواست سلطه بر گذرگاه دوبیسا در سرژیوس حفظ گردد و بخشی از نیروها میز با گذر از دوبیسا به کداینیای حرکت کنند. دستور او در ارتباط با آریوگالا توسط گروه‌رزمی کریزولی بدون هیچ درگیری دیگری محقق شد. با این حال، ارتفاعات مشرف بر شهر همچنان در کنترل نیروهای دشمن بود. با مناسب نبودن پل برای عبور خودروها، از گداری در نزدیکی جاده به منظور گذر خودروها از رودخانه دوبیسا در این موضع استفاده گردید. با عبور سریع نیروها از این رود بر خلاف انتظار قوای دشمن، مقاومت در ارتفاعات شکسته شد و آن اراضی نیز به تصرف درآمد. پل راه اصلی شهر نیز با پشتیبانی توپخانه تا ساعت ۱۷:۲۵ دقیقه زیر سلطه نیروهای لشکر هشتم زرهی قرار گرفت. دقایقی بعد فن مانشتاین در این پل حیاتی تازه تسخیر شده بر رود دوبیسا، مجدداً به براندنبرگر ملحق شد. در این هنگام گروه‌رزمی کریزولی ۷۵ کیلومتر نسبت به نقطه آغازین خود پیشروی کرده بود درحالیکه هوا همچنان روشن بود. از همین رو به براندنبرگر دستور داده شد در محدوده سوخت باقیمانده، با تانک‌های خود به سمت کداینیای یورش ببرد. تنها پس از سه کیلومتر پیشروی بیشتر، سرنیزه زرهی آلمانی با برخورد به نیروهای دشمن یک ساعت مانده به نیمه شب وادار به توقف گردید. مجموعاً در عرض کمتر از بیست ساعت، پیش‌قراولان لشکر هشتم زرهی در گروه‌رزمی کریزولی قریب به ۹۰ کیلومتر را از مواضع آغازین خود پوشش داده بودند. در این شرایط گروه‌رزمی شلر همچنان درگیر استحکامات دشمن در جنگل‌های مرزی بود و این مسئله باعث پراکندگی نیروهای لشکر در یک منطقه وسیع شده بود.  تلفات وارد آمده در روز نخست به لشکر هشتم زرهی مجموعاً شامل ۲۰ کشته و ۶۵ زخمی، بسیار سبک به حساب می‌آمد.
روز ۲۳ ژوئن بیشتر توان لشکر به گروه‌رزمی کریزولی منتقل شد، تا بیشترین استفاده از پیشروهای آن شود. با این حال در ابتدا با لغو فرمان پیشروی به سمت کداینیای، کریزولی به فرمان براندنبرگر جهت رسیدن مابقی نیروهای لشکر و واحدهای تدارکات که با توجه به شرایط بد راه‌ها و ترافیک در مسیر با کندی پیش می‌آمدند، در آریوگالا باقی ماند و با احتمال مواجهه با لشکر دوم تانک شوروی که در حال پیشروی به سمت شمال غربی بود، به عنوان نزدیک‌ترین یگان آلمانی به آن در نزدیکی این شهر حالت تدافعی گرفت. در همین حال گروه‌رزمی شلر که شتابان در حال رساندن خود به کریزولی بود، در اثر همین شرایط راه‌ها، با اولویت عبور نیروهای امنیتی سپاه و سوم پیاده‌نظام موتوریزه، برای دو ساعت از جاده اصلی خارج گردید. در نهایت نیمه بعد از ظهر مشخص شد لشکر دوم تانک ارتش سرخ بی‌توجه به لشکر هشتم زرهی ورماخت و بدون آگاهی از حضور آن، قصد حرکت به طرف راسینیای را دارد تا هوپنر با از نظر گذراندن انتقال لشکر هشتم زرهی به این شهر، نهایتاً با توجه به اهمیت حرکت سریع به سمت رود دوینا، تصمیم به ادامه پیشروی آن به سمت هدف اصلی بگیرد. در نتیجه ساعت ۱۷ به این لشکر دستور داده شد با گذر از کداینیای به سمت شتا یورش ببرد. براندنبرگر بلافاصله گردان شناسایی و پشت سر آن مابقی لشکر را راهی کداینیای کرد. نیروهای لشکر ساعت ۳:۳۰ بامداد روز ۲۴ ژوئن بر کداینیای و پل حیاتی سالم آن مسلط شدند و به حرکت به سمت شرق ادامه دادند تا با وجود مقاومت نیروهای باقی‌مانده از لشکرهای پنجم و سی و سوم تفنگدار ارتش سرخ در شتا، همان روز به این شهر نیز دست یابند. در این موقعیت نیروهای لشکر هشتم زرهی ۴۵ کیلومتر با نزدیک‌ترین یگان‌های خودی فاصله گرفته بودند. براندنبرگر با در نظر گرفتن بی‌نظمی که پیشروی سریع نیروهای او بین قوای دشمن ایجاد کرده بود، توقف را خطرناک‌تر از ادامه دادن به پیشروی دانست. از این رو تا پایان روز خود را به اوکمرگه در ۷۰ کیلومتری آریوگالا رساند. لشکر هشتم زرهی با وجود قرار گرفتن زیر حملات دشمن از هر طرف، نخستین مواجهه با تانک‌های قدرتمند کی‌وی-۱ در شتا و شکاف قریب به ۶۰ کیلومتری بین نیروهای پیشین و پسین آن، گروه‌رزمی کریزولی را پیش از اتمام حرکت در روز دوم، ۱۰ کیلومتر دیگر نیز به پیش هدایت کرد.
پس از یک توقف مختصر برای دریافت تدارکات ضروری شامل سوخت و مهمات در اواخر روز ۲۴ ژوئن، براندنبرگر جهت ادامه پیشروی سازمان نیروهای خود را تجدید کرد. کریزولی موظف شد در جناح راست، در سپیده دم روز ۲۵ ژوئن مستقیماً به سمت دونابورگ حرکت کند. درحالیکه همچنان به نیروهای خط مقدم نرسیده بود، شلر نیز می‌بایست در سریع‌ترین زمان ممکن به نیروهای در حال پیشروی ملحق می‌گشت. یگان‌های کریزولی پس از تنها ۱۵ کیلومتر پیشروی در مقابل مقاومت شدید عناصر ارتش سرخ در تراکینیای موقف شدند. نیروهای آلمانی موفق شدند با عبور از یک گدار و دور زدن دشمن، مقاومت آن‌ها را که قصد حفظ خط دفاعی در طول یک رود کوچک داشتند، بشکنند. براندنبرگر همراه گروه‌رزمی کریزولی با پشت سر گذاشتن ۴۵ کیلومتر دیگر به سمت شرق، اوایل بعد از ظهر وارد اوتنا شد تا نیمی از راه هدف آن روز خود را طی کرده باشد. دراین موقعیت گروه‌رزمی کریزولی زیر گلوله‌باران کوتاه اما شدید توپخانه دشمن مستقر در ارتفاعات اطراف شهر قرار گرفت. در ادامه تانک‌های سبک شوروی با پشتیبانی پیاده‌نظام، نیروهای براندنبرگر را از جانب شرقی مورد حمله قرار دادند. با فرارسیدن مستمر تانک‌های لشکر، براندنبرگر در خط مقدمی فراخ، با حمایت هر پیاده‌نظامی که در دسترس بود، دشمن را از دو طرف شهر مورد یورش قرار داد و عقب راند. نیروهای او در تعقیب دشمن در مسافتی ۳۵ کیلومتری، خود را به دگوچیای رساندند.

##### لتونی
در این موقعیت دونابورگ و دو پل حیاتی آن در برد تهاجمی لشکر هشتم زرهی قرار گرفته بود. براندنبرگر به منظور تسخیر این پل‌ها، گروه‌رزمی کریزولی را هر چه بیشتر تقویت نمود و توان آن را به بخش اعظم هنگ زرهی لشکر، چهار گردان پیاده‌نظام (از جمله یک گردان از لشکر سوم پیاده‌نظام موتوریزه)، یک گردان موتورسوار و یک گردان توپخانه افزایش داد. هشت گروهان از هنگ نیروهای ویژه براندنبورگر نیز برای به حداکثر رساندن احتمال سلطه بر پل‌ها به شکل سالم، به گروه‌رزمی کریزولی ملحق شدند. این نیروهای براندنبورگر به فرماندهی ستوان دوم کناک، با تسلط کامل به زبان روسی در لباس سربازان ارتش سرخ و با دو کامیون به غنیمت گرفته شده شوروی، در پیش‌روی مهاجمان پیشروی می‌کردند. روز ۲۶ ژوئن، پس از گذر از میان خطوط دشمن، با تمرکز نیروهای زرهی شوروی بر پل راه‌آهن این گروه موفق نشد بر آن دست یابد اما خود را به پل جاده اصلی رساند و با از بین بردن مدافعان و برهم زدن قصد دشمن در انهدام آن، بر پل مسلط شد. بدین ترتیب، با وجود ایجاد حفره‌ای بزرگ در پل راه‌آهن توسط آتش توپخانه دشمن، تانک‌های لشکر هشتم رزهی موفق شدند بدون توقف از پل جاده اصلی بگذرند. با ورود این نیروها به شهر دونابورگ، نبرد سنگینی بین دو طرف درگرفت. با فرا رسیدن هنگ پیاده‌نظام موتوریزه لشکر، اوضاع در این شهر کاملاً به نفع آلمانی‌ها شد. بخشی از نیروهای پیاده‌نظام برای تقویت خط دفاعی در مقابله با ضد حمله ارتش سرخ، در جانب شمال شرقی شهر مستقر گشتند. این اقدام به موقع، به دفع ضد حمله شدید ارتش سرخ کمک شایانی کرد. به هر صورت یک گروه از تانک‌های شوروی موفق شدند در خط دفاعی آلمانی‌ها نفوذ کرده و تقریباً خود را به پل جاده اصلی برساند اما در برخورد با یک آتشبار ضد تانک ورماخت که به تازگی از پل عبور کرده بود، متوقف گشتند. تا عصر همان روز تمامی ضد حملات دشمن توسط نیروهای آلمانی دفع شد. یگان‌های شلر نیز در طول شب خود را به دونابورگ رساندند. تا این نقطه نیروهای لشکر هشتم زرهی موفق شده بودند تنها در عرض ۵ روز از خط مرزی ۳۰۰ کیلومتر پیشروی نمایند. به جهت این دستاورد خارق‌العاده براندنبرگر، کریزولی و فرونهوفر، فرمانده هنگ ۱۰ زرهی این لشکر، مفتخر به دریافت نشان صلیب شوالیه صلیب آهنین شدند.
فن مانشتاین و هوپنر به عنوان فرماندهان بلافصل براندنبرگر، دیگر میلی برای پیشروی سریع نداشتند. به نظر می‌رسید این حالت محتاطانه از قرارگاه گروه ارتش شمال نشات گرفته بود. فیلد مارشال ویلهلم ریتر فن لیب، فرمانده این گروه ارتش، با شخصیتی محافظه‌کار، تا این زمان از پایگاه‌های خط مقدم نیروهای زرهی دیدار نکرده بود. از این رو، از شرایط و روحیات این نیروها و دفاع در حال فروپاشی شوروی آگاهی کاملی نداشت و تهاجم زود هنگام را بسیار پرخطر تلقی می‌کرد. او اصرار داشت نیروهای زرهی تا هنگام رسیدن لشکرهای پیاده‌نظام ارتش شانزدهم، موضع خود را در کرانه رود دوینا حفظ کنند. بدین ترتیب، هوپنر با صدور فرمانی پیشروی به سمت لنینگراد را منع کرد. به هر صورت، براندنبرگر با تفسیر این فرمان به این صورت که با حفظ گذرگاه دوینا، اجازه دارد خط مقدم خود را گسترش دهد، ۲۹ ژوئن لشکر خود را ۳۰ کیلومتر دیگر در مقابل مقاومت ضعیف دشمن، به جانب شمالی پیش برد تا مجدداً فرمان به توقف او داده شد. بدین ترتیب لشکر هشتم زرهی دو روز در همان موضع ساکن بود.
نهایتاً روز یکم ماه ژوئیه فن مانشتاین مجوز حرکت لشکر هشتم زرهی را صادر نمود و هدف پیشروی آن از روز بعد را کارساوا در ۸۰ کیلومتری شمال شرقی، مشخص ساخت. در این هنگام هوای آفتابی جای خود را به بارندگی شدید داده بود. این مسئله که وضعیت راه‌ها را وخیم‌تر کرده بود، در کنار مقاومت سرسختانه دشمن، دیگر از فرض یک پیشروی برق‌آسای همانند روزهای اولیه، جلوگیری می‌نمود. روز سوم ژوئیه، با فائق آمدن تدریجی بر مدافعان، دو گروه‌رزمی لشکر هشتم زرهی با باز کردن راه به رزکنه، این شهر را تا عصر آن روز به سلطه خود درآوردند و با یک پیشروی سریع دیگر روز بعد کارساوا را نیز تصرف نمودند. در این موضع لشکر هشتم زرهی فرمان یافت با چرخش بیشتر به سمت شرق از جناح راست گروه زرهی ۴ محافظت کند. بارندگی فروان سبب کندی حرکت و انهدام پل رود لکا لژا در مرز لتونی و روسیه در نزدیکی گولیشوا، توسط نیروهای در حال عقب‌نشینی ارتش سرخ، موجب توقف کامل نیروها شد.

#### روسیه
لشکر هشتم زرهی پس از ورود به خاک روسیه، روز ۱۱ ژوئیه پورخوف را تصرف کرد و ۱۳ ژوئیه خود را به سولتسی رساند. پس از سلطه بر این شهر، نیروهای لشکر روز بعد به مشاگا در شمال دریاچه ایلمن نیز دست یافتند. این لشکر در حال پیشروی در پیش روی سپاه ۵۶ موتوریزه، بدون حفاظت در جناحین، صبح روز ۱۵ ژوئیه در شرق سولتسی، از جناح چپ زیر ضد حمله پیاده‌نظام دشمن با پشتیبانی صد تانک تی-۲۶، توپخانه قدرتمند و مقداری پشتیبانی هوایی، قرار گرفت و به سمت سولتسی عقب نشست. تهاجم نیروهای دشمن از محور جنوبی موجب قطع شدن جاده اصلی پشت سر این لشکر شد تا نیروهای آن کاملاً به محاصره بیفتند. فن مانشتاین دستور به اقدام لشکر در خروج از محاصره داد و توانست مقداری حمایت تدارکاتی هوایی برای آن ارسال کند. مردابی بودن منطقه و شرایط بد راه‌ها، در این وضفیت تحرک مناسب را از لشکر گرفته بود. در عرض دو روز لشکرهای سوم پیاده‌نظام موتوریزه و توتن‌کوپف اس‌اس خود را برای نجات لشکر هشتم زرهی به این موقعیت رساندند. با وجود دریافت نیروی کمکی از سپاه ۴۱ موتوریزه، چهار روز به طول انجامید تا فن مانشتاین بتواند حصار دور لشکر هشتم زرهی را بشکند. این لشکر با تحمل ضربه‌ای جدی، در جریان درگیری‌های این مدت ۷۰ تانک از مجموع ۱۵۰ تانک عملیاتی خود را از دست داد. به جهت این آسیب وارد شده، لشکر هشتم زرهی جهت بازسازی به جایگاه ذخیره گروه زرهی منتقل شد تا از آن در پاکسازی اراضی پشت خطوط مقدم از عناصر پارتیزانی دشمن استفاده گردد؛ امری که به هیچ وجه مناسب آن نبود. به هر حال تعداد تانک‌های عملیاتی این لشکر تنها پس از چند روز دوباره به ۱۵۰ تانک افزایش پیدا کرد. در ادامه، فیلد مارشال فن لیب، فرمانده همیشه محتاط گروه ارتش شمال، مجدداً دستور به توقف نیروهای خود و بهبود اوضاع نامرتب پیش از ادامه پیشروی، داد.

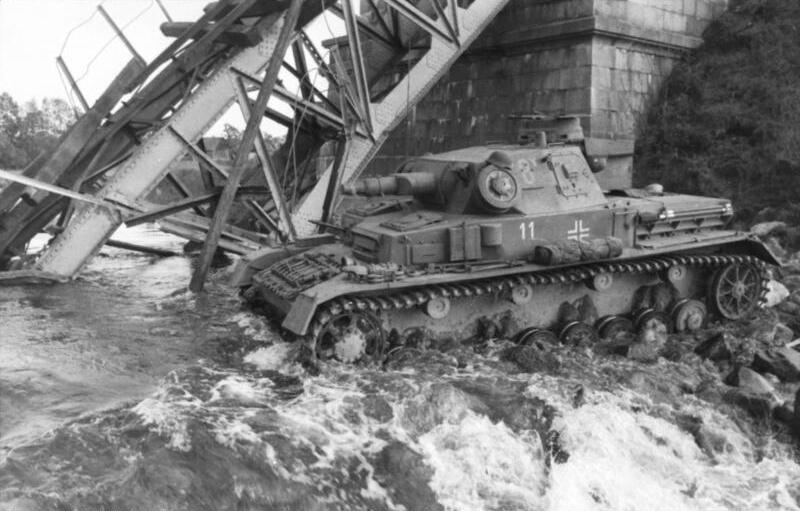
تانک پنزر ۴ لشکر هشتم زرهی در حال گذر از یک رودخانه، شمال روسیه، ۱۹۴۱

با از سرگرفته شدن پیشروی در هشتم ماه اوت، به دستور ارتشبد هوپنر، لشکر هشتم زرهی به نیروهای سپاه ۴۱ موتوریزه راینهارت ملحق گشت. این لشکر پس از چند روز پیشروی مشکل و آهسته در کنار سایر نیروهای سپاه راینهارت به سمت شرق، ۱۴ اوت برای ایجاد اتصال با نیروهای فن مانشتاین که از لوگا در جنوب در حال حرکت به سمت شمال بودند، به طرف جنوب چرخید. این حرکت یک ماه بعد موجب به محاصره افتادن ۹ لشکر دشمن به همراه سپاه ۴۱ تفنگ‌دار ارتش سرخ در نزدیکی ویریتسا گردید که بزرگ‌ترین محاصره در حوزه عملیاتی گروه ارتش شمال به حساب می‌آمد. با پاکسازی این محاصره ۲۵ هزار تن از نیروهای شوروی به اسارت درآمدند.

##### لنینگراد
اواخر ماه اوت، در جریان آغاز تلاش نیروهای آلمانی برای به محاصره درآوردن لنینگراد، لشکر هشتم زرهی مجدداً به جایگاه ذخیره منتقل شد. پس از قطع آخرین مسیر زمینی و تکمیل محاصره لنینگراد، سپهبد راینهارت لشکر هشتم زرهی را برای کمک به سپاه ۳۹ موتوریزه سپهبد اشمیت که به تازگی از گروه ارتش مرکز به شمال منتقل شده و در جنوب شرقی لنینگراد قرار داشت، عازم آن محل ساخت. با وجود انتقال گروه زرهی ۴ از میانه ماه سپتامبر به گروه ارتش مرکز، لشکر هشتم زرهی همچنان در بین نیروهای گروه ارتش شمال باقی‌ماند.

##### کورسک
لشکر هشتم زرهی به فرماندهی سرتیپ سباستین فیشتنر ۱۲ ژوئیه سال ۱۹۴۳ به عنوان یگان ذخیره گروه ارتش مرکز در جناح شمالی منطقه محدب کورسک مستقر شد. پس از شکست عملیات آلمانی‌ها در نبرد کورسک، ۲۷ اوت این لشکر در نوویامسکویه در مقابل حملات نیروهای شوروی قرار گرفت و در همکاری با دو لشکر پیاده‌نظام موقتاً آن‌ها را دفع کرد. با بحرانی شدن اوضاع در سووسک، ۲۸ اوت ژنرال وایس دستور به انتقال این لشکر به آن نقطه داد. حرکت بخش اعظم نیروهای لشکر از ۲۹ اوت آغاز گشت.

##### اوکراین
روز کریسمس (۲۴ دسامبر) سال ۱۹۴۳، تهاجم جبهه یکم اوکراین شوروی در جنوب بزرگراه کیف-ژیتومیر آغاز شد. پس از یک ساعت گلوله‌باران سنگین توپخانه، نیروهای ارتش سرخ موفق شدند مواضع لشکر تضعیف شده هشتم زرهی را در کنار لشکر نوزدهم زرهی در هم شکسته و با وجود مقاومت آن‌ها، این دو لشکر را به محاصره درآورند. شب همان روز به دو لشکر فرمان داده شد حلقه محاصره را به سمت غرب بشکنند. حمله این دو لشکر موجب به هم ریختن سازمان نیروهای دشمن و توقف تهاجم آن‌ها گردید.